# Фландрская трансгрессия
Фландрская трансгрессия — стремительный период подъёма уровня мирового океана, который наблюдался после конца ледникового периода 5—6 тыс. лет назад (голоцен). Уровень мирового океана постепенно поднялся от отметок в -100 м до современных значений. Из-за фландрской трансгрессии исчез Босфорский перешеек и образовалось Азовское море (Теория черноморского потопа). В тот же период времени Британия окончательно откололась от континентальной Европы (Доггерленд), образовались Датские проливы и Анциловое озеро превратилось в Балтийское море.